# Lucy Boynton
Lucy Boynton (* 17. ledna 1994 New York) je britská herečka narozená ve Spojených státech amerických. Proslavila se rolí Mary Austin v životopisném filmu Bohemian Rhapsody.

## Životopis
Narodila se v New Yorku a vyrůstala v Londýně. Má starší sestru Emmu Louise Boynton. Chodila na střední školu Blackheath a poté na dívčí školu James Allen.
Její první profesionální hereckou rolí byla mladá Beatrix Potter v britsko-americkém filmu Miss Potter z roku 2006. Boynton se nechala slyšet, že první den natáčení byl „nejlepším dnem v (jejím) životě“. V roce 2007 byla za tento film nominována na cenu Young Artist Award v kategorii nejlepší herečka ve vedlejší roli v celovečerním filmu.
V roce 2007 ztvárnila Posy Fossil v televizním filmu Baletní střevíčky. Ve filmu netančila, tyto scény natočila dublérka. O rok později si zahrála Margaret Dashwood v minisérii Rozum a cit. V roce 2016 ztvárnila tajemnou Raphinu ve snímku Sing Street a o rok později Helenu Andrenyi v detektivce Vražda v Orient expresu.
V roce 2018 ztvárnila Mary Austin, přítelkyni Freddieho Mercuryho, v životopisném filmu Bohemian Rhapsody, který pojednává o skupině Queen, a hlavně Mercuryho životě.

## Osobní život

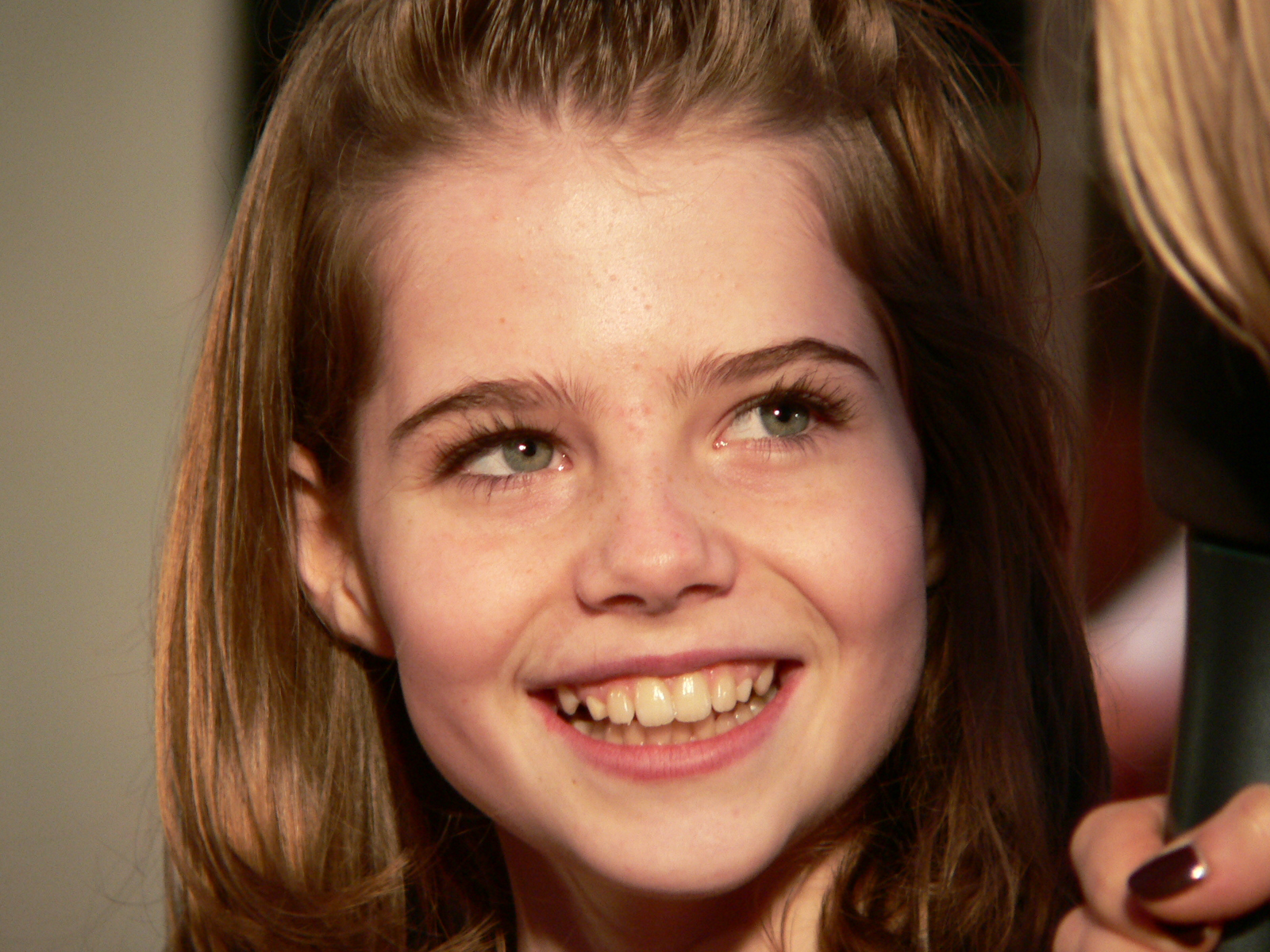
Boynton v roce 2006 na premiéře filmu Miss Potter

Od roku 2018 chodila se svým hereckým kolegou z Bohemian Rhapsody, Ramim Malekem. Dvojice se v roce 2023 rozešla.

## Filmografie

### Film
| Rok           | Název                                         | Role                 | Poznámky                |
| ------------- | --------------------------------------------- | -------------------- | ----------------------- |
| 2006          | Miss Potter                                   | mladá Beatrix Potter |                         |
| 2013          | Copperhead                                    | Esther Hagadorn      |                         |
| 2013          | Hymn to Pan                                   | Holliday             | krátký film             |
| 2015          | February                                      | Rose                 |                         |
| 2016          | Lock In                                       | Lucy                 | krátký film             |
| 2016          | Sing Street                                   | Raphina              |                         |
| 2016          | I Am the Pretty Thing That Lives in the House | Polly Parsons        |                         |
| 2016          | Don't Knock Twice                             | Chloe                |                         |
| 2017          | Rebel v žitě                                  | Claire Douglas       |                         |
| 2017          | Let Me Go                                     | Emily                |                         |
| 2017          | Vražda v Orient expresu                       | Helena Andrenyi      |                         |
| 2018          | Apostle                                       | Andrea Howe          |                         |
| 2018          | Bohemian Rhapsody                             | Mary Austin          |                         |
| 2020          | Ben Platt: Live from Radio City Music Hall    | ona sama (cameo)     | filmový záznam koncertu |
| 2021          | Faithfull                                     | Marianne Faithfull   |                         |
| 2021          | Lockdown                                      | Charlotte            |                         |
| 2021          | Glimpse                                       | Rice                 | krátký film             |
| 2022          | Bledé modré oko                               | Lea Marquis          |                         |
| 2023          | Chevalier                                     | Marie Antoinette     |                         |
| bude oznámeno | The Greatest Hits                             | bude oznámeno        |                         |
| bude oznámeno | Faithfull                                     | Marianne Faithfull   |                         |

### Televize
| Rok        | Název                                    | Role              | Poznámky                             |
| ---------- | ---------------------------------------- | ----------------- | ------------------------------------ |
| 2007       | Baletní střevíčky                        | Posy Fossil       | Televizní film                       |
| 2008       | Rozum a cit                              | Margaret Dashwood | Televizní minisérie                  |
| 2010       | Mo                                       | Henrietta Norton  | Televizní film                       |
| 2011       | Vraždy v Oxfordu                         | Zoe Suskin        | díl: „The Gift of Promise“           |
| 2011, 2014 | Borgia                                   | sestra Lucia      | díly: „God's Monster“ a „1497“       |
| 2014       | Endeavour                                | Petra Briers      | díl: „Nocturne“                      |
| 2014       | Law & Order: UK                          | Georgia Hutton    | díl: „Bad Romance“                   |
| 2015       | Life in Squares                          | Angelica Bell     | minisérie                            |
| 2017       | Terapeutka                               | Allison Adams     | hlavní role                          |
| 2019–2020  | Politik                                  | Astrid Sloan      | hlavní role                          |
| 2021       | Moderní láska                            | Paula             | díl: „Strangers on a (Dublin) Train“ |
| 2022       | The Ipcress File                         | Jean Courtney     | Televizní minisérie                  |
| 2022       | Agatha Christie: Proč nepožádali Evanse? | Frankie Derwent   | Televizní minisérie                  |